# Злат
Злат, златий — назва монет, вживана на Буковині в 15–17 ст. У різні періоди мала різні значення. В 1430–1590-х рр. златом називалися золоті дукати угорського, турецького чи італійського походження. Від 1500-х рр. злат став лічильною одиницею, близькою до 30 грошів. У 1620–80-х рр. злат «срьбрьниі» вказував на полегшені злотові талери Сигізмунда III Ваза (19,77 г) та імперські флорини, ахтенвінтіги із Фрісландії (історична область на північному заході сучасних Нідерландів), Утрехта (нині місто в Нідерландах) тощо (19,2 г 700-ї проби). Тоді ж злат «срьбрьм, с срьбрьниі пиньзи» означав 30 грошів срібними монетами. В 1703–80-х рр. злат відповідав турецькому «отузлуку», або «золоту» (30 пара).